# Ghidigeni
Gidigén (Ghidigeni) település Romániában, Moldvában, Galați megyében.

## Leírása
Gidigénnek a 2002 évi népszámláláskor 6,326 lakosa volt. A 2007 évi adatok szerint pedig 6,244 lakost számoltak össze a
településen.

## Hivatkozások

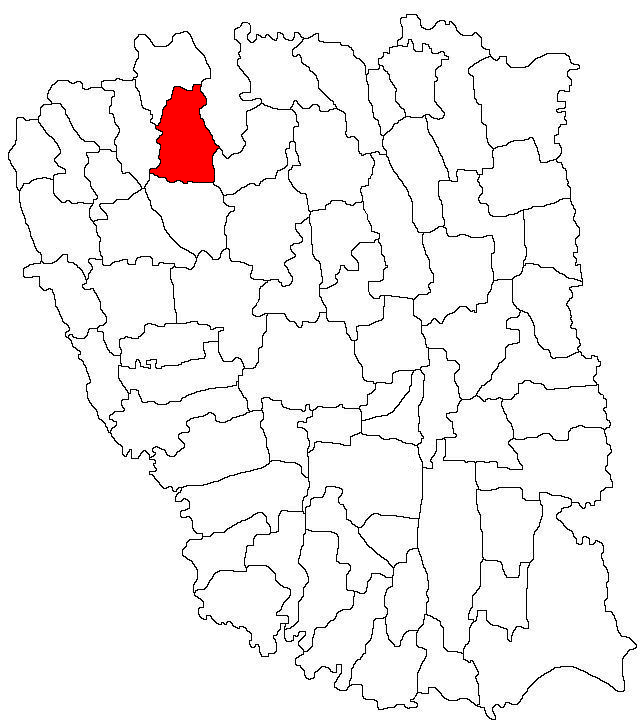
Gidigén elhelyezkedése a térképen